# Flammes (film)
Pour les articles homonymes, voir Flammes.
Pour plus de détails, voir Fiche technique et Distribution.
Flammes est un film français réalisé par Adolfo Arrieta et sorti en 1978.

## Synopsis
Barbara, une jeune fille, fait un rêve récurrent et terrifiant depuis son enfance : un pompier s’introduit dans sa chambre par la fenêtre. Un jour, en passant devant une caserne de pompiers, son attention est attirée par l’un d'eux. Plus tard, elle alerte les secours en prétextant avoir un incendie chez elle. Lorsque les pompiers arrivent, Barbara attire dans sa chambre celui qu’elle avait remarqué.

## Fiche technique
- Titre : Flammes
- Réalisation : Adolfo Arrieta
- Scénario : Adolfo Arrieta
- Photographie : Thierry Arbogast
- Son : M. Pardon, Dominique Hennequin
- Musique : œuvres de Maurice Ravel
- Montage : Adolfo Arrieta
- Directeur de production : Anatole Dauman
- Société de production : INA (France)
- Société de distribution : Hors-Champ
- Tournage : extérieurs à Graçay dans le Cher
- Format : couleur – mono – 35 mm
- Pays :  France
- Langue : Français
- Genre : Comédie  poétique
- Durée : 90 minutes
- Dates de sortie : 
  - France - 8 novembre 1978
  - France - 17 avril 2013  (nouveau montage)

## Distribution
- Caroline Loeb : Barbara
- Dionys Mascolo : Louis, le père de Barbara
- Pascal Greggory : Paul, le frère de Barbara
- Marilú Marini : la mère de Barbara
- Paquita Paquin : la première préceptrice
- Xavier Grandes : le pompier
- Isabel García Lorca : Claire, la préceptrice
- Jeffrey Carey : Jim
- Jaime Santiago : le 2e pompier
- Eloïse Bennett : Barbara enfant